# Armatocereus godingianus
Armatocereus godingianus är en kaktusväxtart som först beskrevs av Nathaniel Lord Britton och Joseph Nelson Rose, och fick sitt nu gällande namn av Curt Backeberg. Armatocereus godingianus ingår i släktet Armatocereus och familjen kaktusväxter.

## Underarter
Arten delas in i följande underarter:
- A. g. brevispinus
- A. g. godingianus

## Bildgalleri

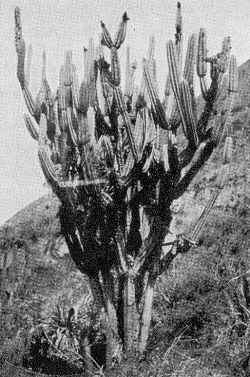
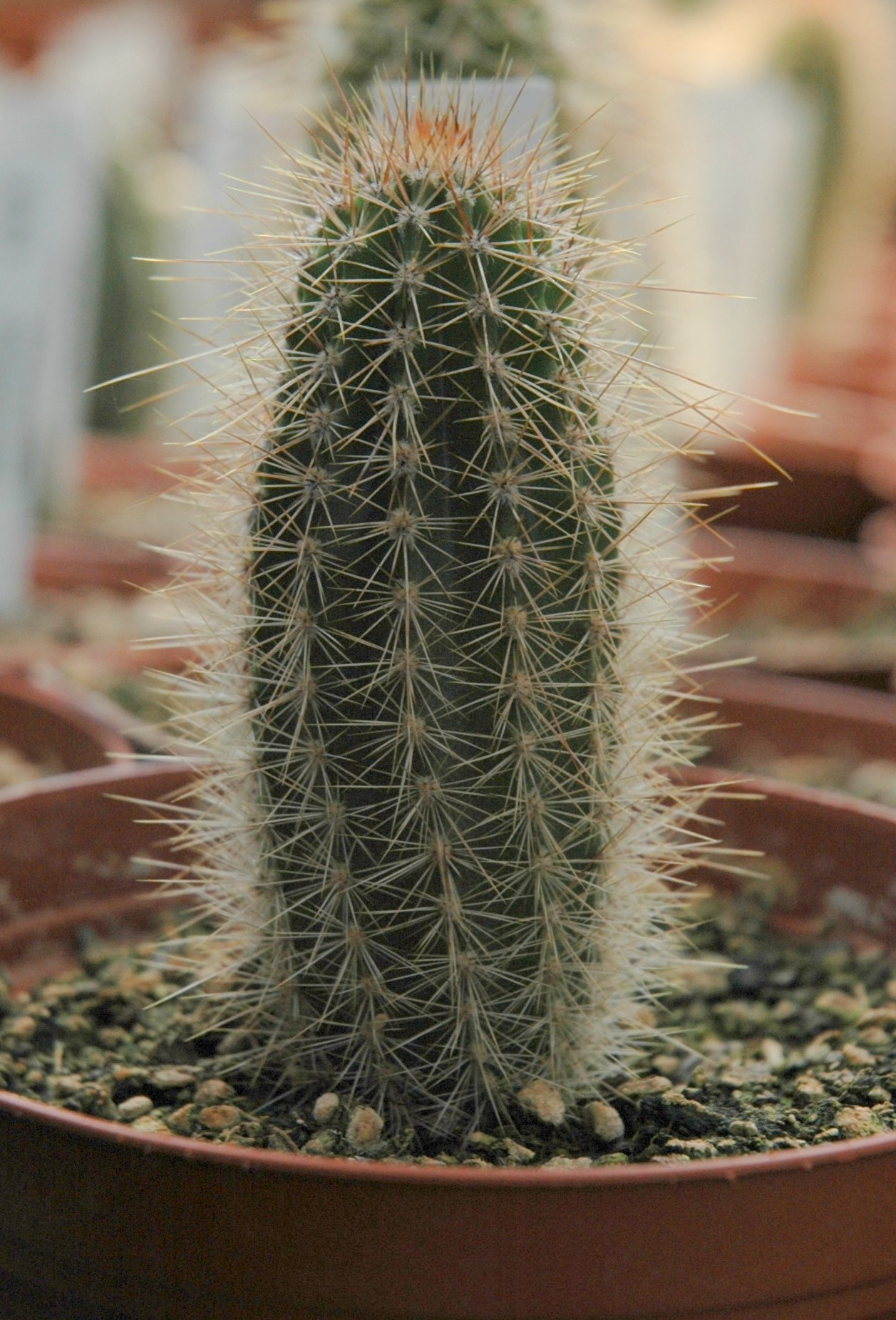
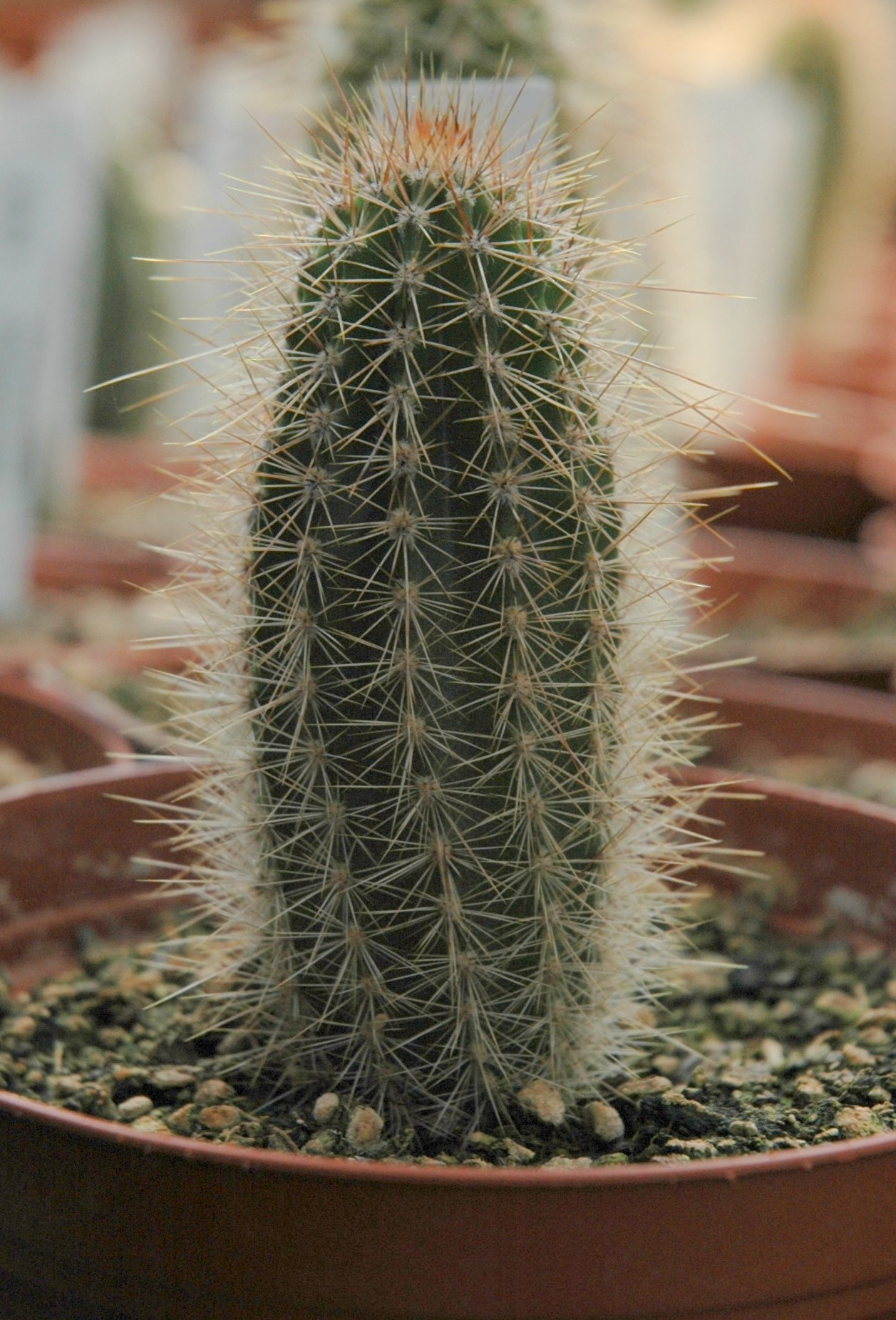